# Corrent neutre
Les interaccions de corrent neutre feble són una de les maneres en què les partícules subatòmiques poden interactuar mitjançant la força feble. Aquestes interaccions estan mediades pel bosó Z. El descobriment de corrents neutres febles va ser un pas significatiu cap a la unificació de l'electromagnetisme i la força feble en la força electrodèbil, i va conduir al descobriment dels bosons W i Z.

## En termes senzills
La força feble és més coneguda pel seu paper en la desintegració nuclear. Té un abast molt curt però (a part de la gravetat) és l'única força que interacciona amb els neutrins. Com altres forces subatòmiques, la força feble està mediada per partícules d'intercanvi. Potser la més coneguda de les partícules d'intercanvi per la força feble és la partícula W implicada en la desintegració beta. Les partícules W tenen càrrega elèctrica: hi ha tant partícules positives com negatives Z – però el bosó Z també és una partícula d'intercanvi per la força feble, però no té cap càrrega elèctrica.
Canvi d'una Z El bosó transfereix impuls, espín i energia, però deixa sense afectar els nombres quàntics de les partícules que interactuen: càrrega, sabor, nombre de barió, nombre de leptons, etc. Com que no hi ha cap transferència de càrrega elèctrica implicada, l'intercanvi de les partícules Z s'anomena "neutre" a la frase "corrent neutre". No obstant això, la paraula "actual" aquí no té res a veure amb l'electricitat; simplement es refereix a l'intercanvi de la partícula Z.
La interacció de corrent neutre del bosó Z està determinada per un nombre quàntic derivat anomenat càrrega feble, que actua de manera similar a l'isospin feble per a les interaccions amb bosons W.

## Definició
El corrent neutre que dóna nom a la interacció és el de les partícules que interactuen.
Per exemple, la contribució de corrent neutre a la   vee- -> vee-  l'amplitud de dispersió elàstica és
{\displaystyle {\mathfrak {M}}^{\mathsf {NC}}~\propto ~J_{\mu }^{\mathsf {(NC)}}(\nu _{\mathrm {e} })\;J^{{\mathsf {(NC)}}\ \mu }(\mathrm {e^{-}} )\ ,}
on els corrents neutres que descriuen el flux del neutrin i de l'electró estan donats per:
{\displaystyle J^{{\mathsf {(NC)}}\ \mu }(f)={\bar {u}}_{f}\ \gamma ^{\mu }\ {\frac {1}{2}}\left(g_{\mathsf {V}}^{f}-g_{\mathsf {A}}^{f}\ \gamma ^{5}\right)\ u_{f}\ ,}
on:
{\displaystyle g_{\mathsf {V}}^{f}=T_{3}(f)-2\sin ^{2}\theta _{\mathsf {W}}\ Q(f)={\frac {1}{2}}\ Q_{\mathsf {W}}(f)}
i {\displaystyle \ g_{\mathsf {A}}^{f}=T_{3}(f)\ } són els acoblaments vectorials i axials del fermió{\displaystyle \ f~.}{\displaystyle \ T_{3}\ }denota l'isospin feble dels fermions, Q la seva càrrega elèctrica i {\displaystyle \ Q_{\mathsf {W}}\ } la seva càrrega feble. Aquests acoblaments són essencialment quirals esquerres per als neutrins i axials per als leptons carregats.
El bosó Z es pot acoblar a qualsevol partícula del model estàndard, excepte gluons i fotons (els neutrins estèrils també serien una excepció, si es descobrís que existeixen). Tanmateix, qualsevol interacció entre dues partícules carregades que es pugui produir mitjançant l'intercanvi d'una bosó virtual Z també es pot produir mitjançant l'intercanvi d'un fotó virtual. A menys que les partícules que interactuen tinguin energies de l'ordre de la massa bosònica Z (91 GeV) o superior, l'intercanvi de bosons virtuals Z té un efecte d'una petita correcció, {\displaystyle \ (E/M_{\mathrm {Z} })^{2}\ ,} a l'amplitud del procés electromagnètic.
Acceleradors de partícules amb energies necessàries per observar interaccions de corrent neutre i mesurar la massa del bosó Z no estaven disponibles fins al 1983.
D'altra banda, les interaccions de bosons Z que impliquen neutrins tenen signatures distintives: proporcionen l'únic mecanisme conegut per a la dispersió elàstica dels neutrins a la matèria; Els neutrins tenen gairebé la mateixa probabilitat de dispersar-se elàsticament (a través d'intercanvi de bosons Z) de manera inelàstica (via intercanvi de bosons W), d'una importància experimental important, per exemple, a l'experiment de l'observatori de neutrins de Sudbury.
Els corrents neutres febles van ser predits per la teoria electrofeble desenvolupada principalment per Abdus Salam, John Clive Ward, Sheldon Glashow i Steven Weinberg, i es va confirmar poc després el 1973, en un experiment de neutrins a la cambra de bombolles de Gargamelle al CERN.